# Flughafen Makemo

i7
i11
i13
Der Flughafen Makemo (IATA: MKP, ICAO: NTGM) ist ein Flughafen auf der Insel Makemo in Französisch-Polynesien. Er liegt rund zehn Kilometer westnordwestlich der Gemeinde Pouheva.

## Fluggesellschaften und Ziele
Air Tahiti ist die einzige Fluggesellschaft, welche den Flughafen im Linienbetrieb anfliegt.
| Fluggesellschaft | Ziele                               |
| ---------------- | ----------------------------------- |
| Air Tahiti       | Hikueru, Papeete, Puka-Puka, Raroia |